# Circle of Life: An Environmental Fable
Circle of Life: An Environmental Fable (litt. Le cycle de la vie : Une fable environnementale) est une ancienne attraction présentée dans le Harvest Theater du parc à thème Epcot, à Walt Disney World Resort (Floride) de 1995 à 2018.

## L'attraction
Cette attraction, basée autour d'un court métrage d'animation mettant en scène les personnages du Roi lion, est proposée depuis 1995 en remplacement du film Symbiosis, considéré comme peu accessible au jeune public. Comme son prédécesseur, dont il reprend des extraits, il explique les bons comportements à avoir envers la planète. Timon et Pumbaa coupent des arbres et bouchent les rivières pour construire le Village lacustre Hakuna Matata. Simba intervient alors pour leur expliquer que leurs actions sont dangereuses pour la nature.
- Ouverture : 21 janvier 1995[1]
- Fermeture : 3 février 2018[3]
- Conception : Walt Disney Imagineering
- Réalisation[1] : Bruce Morrow, Paul Justman
- Partenaire : Nestlé[4]
- Capacité de la salle : 428 places
- Durée du spectacle : 20 min
- Durée du film[5] : 12 min 22 s
- Débit horaire théorique : 1 062 personnes à l'heure
- Situation : 28° 22′ 28″ N, 81° 33′ 09″ O